# Julius Vogel

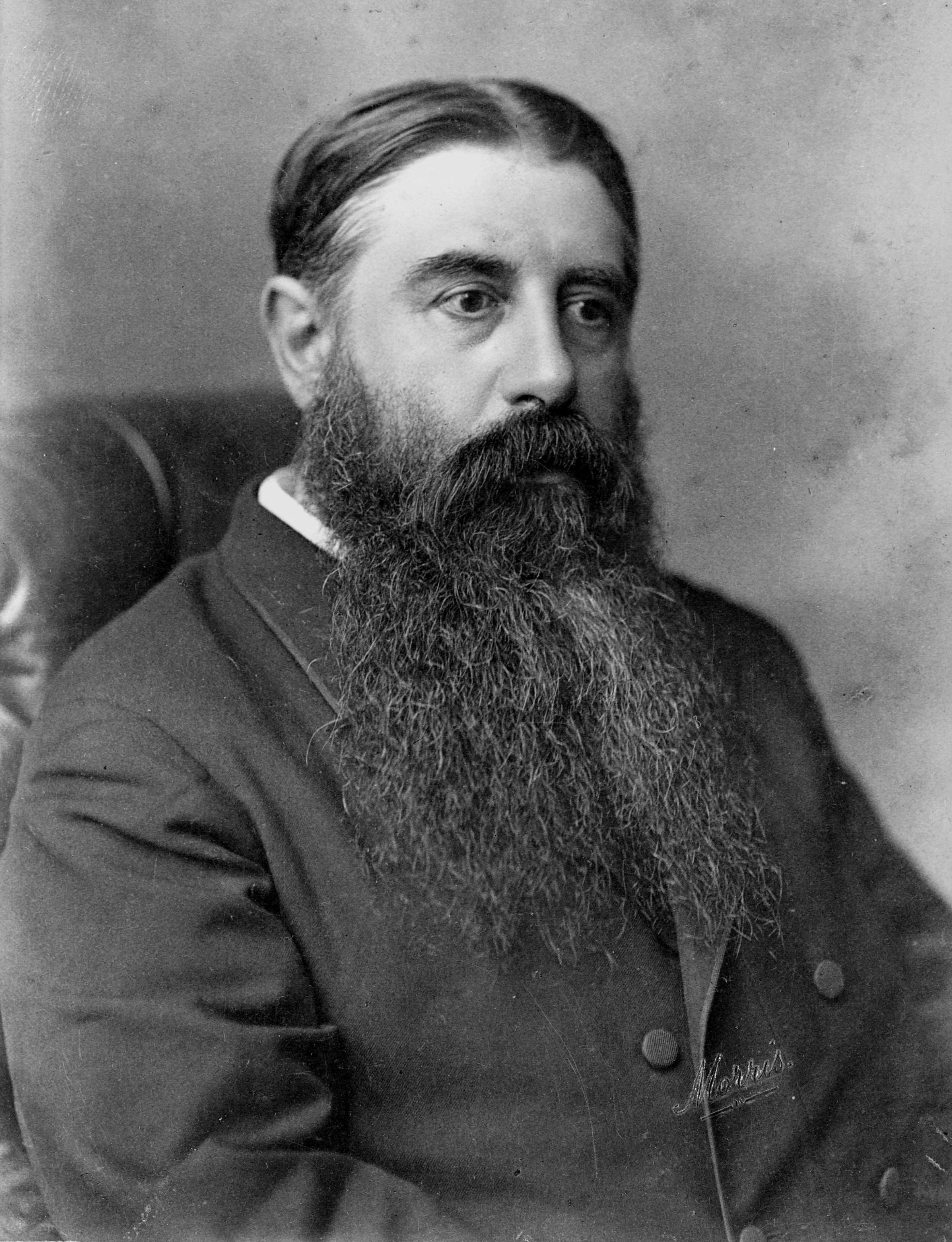
Julius Vogel (ca. 1870er Jahre)

Sir Julius Vogel, KCMG (* 24. Februar 1835 in London; † 12. März 1899 in East Molesey, Surrey) war ein britisch-neuseeländischer Politiker, Zeitungsherausgeber und der achte Premierminister Neuseelands. Er hatte zwei Amtszeiten; das erste Mal vom 8. April 1873 bis zum 6. Juli 1875, das zweite Mal vom 15. Februar 1876 bis zum 1. September 1876. Vogel ist bis heute der einzige Regierungschef Neuseelands, der praktizierender Jude war. Darüber hinaus gründete er die älteste noch bestehende Tageszeitung des Landes und war der erste Neuseeländer, der einen Science-Fiction-Roman schrieb.

## Leben
Julius Vogel, dessen Vater aus den Niederlanden stammte, besuchte die University College School im Londoner Stadtteil Hampstead. Mit 16 Jahren war er Vollwaise und wurde von seinem Großvater, einem Händler in der City of London, angestellt. Daneben studierte er Chemie und Metallurgie an der Royal School of Mines (heute Teil des Imperial College London).

### Australien
Ende 1852 wollte er vom Goldrausch in Australien profitieren und wanderte dorthin aus. In Melbourne war er zunächst mit einem Partner als Metallprüfer tätig. Später verkauften sie in verschiedenen Minenstädten in Victoria Alkohol und Medizin an die Goldsucher. Nachdem Mitte 1856 sein Partner wieder zurück nach England gezogen war, versuchte sich Vogel als Journalist. Bis 1859 war er Chefredakteur des Maryborough and Dunolly Advertiser, der wichtigsten Zeitung in der Goldregion, danach des Inglewood Advertiser. Im August 1861 kandidierte Vogel erfolglos für einen Sitz in der Legislativversammlung, dem Unterhaus der Kolonie. Da in Victoria damals eine Rezession herrschte, entschloss er sich im Oktober desselben Jahres, nach Dunedin auf die Südinsel Neuseelands zu ziehen, wo kurz zuvor in der Region Otago der Goldrausch begonnen hatte.

### Neuseeland
Nur wenige Wochen nach seiner Ankunft in Neuseeland gründete Vogel eine eigene Zeitung. Die erste Ausgabe der Otago Daily Times, die erste und älteste noch bestehende Tageszeitung des Landes, erschien erstmals am 15. November 1861. Julius Vogel war in der lokalen Politik aktiv und wurde im Juni 1863 in den Provinzrat der Provinz Otago gewählt. Im September 1863 kandidierte er erfolgreich auch für einen Sitz im neuseeländischen Unterhaus. Im November 1866 wurde Vogel Vorsitzender der Exekutive von Otago und übernahm auch das Amt des Provinzschatzmeisters. Am 19. März 1867 heiratete er Mary Clayton. Aus der Ehe gingen drei Söhne und eine Tochter hervor. Im April legte Vogel sein Mandat im Provinzparlament nieder und zog wenig später auf die Nordinsel nach Auckland.
Ab Juni 1869 gehörte Julius Vogel der Regierung von William Fox an. Als Finanzminister verfolgte er ehrgeizige Pläne zur wirtschaftlichen Entwicklung Neuseelands. Zehntausende von neuen Siedlern strömten ins Land, die Infrastruktur wurde markant ausgebaut, und die Wirtschaft erlebte einen ungeahnten Aufschwung. Die Regierung gewann die Wahlen von 1871 mühelos. Da aber Vogel den Premierminister Fox immer mehr in den Hintergrund drängte, erschien die Regierung nach außen hin führungslos und wurde im September 1872 gestürzt.
Doch nur ein halbes Jahr später war Vogel wieder in der Regierung, diesmal selbst als Premierminister. Bereits als Finanzminister war er mehrmals nach London gereist, um die Finanzierung seiner kühnen Projekte zu sichern, und auch als Premierminister war er oft außer Landes. 1874 setzte er die Auflösung der Provinzregierungen durch, da sie seiner Meinung nach die Entwicklung des Landes behinderten. Vogels häufige Abwesenheit führte dazu, dass er im Juli 1875 das Amt des Premierministers abgeben musste, er blieb aber dennoch Mitglied des Kabinetts. Von Februar bis September 1876 war er erneut Regierungschef.
Von 1876 bis 1880 war Vogel diplomatischer Vertreter Neuseelands in Großbritannien und reiste in dieser Funktion oft hin und her (dabei ließ er auch seine privaten Finanzgeschäfte nicht aus den Augen). Die britische Conservative Party nominierte Vogel für die Unterhauswahlen im Jahr 1880, doch unterlag er im Wahlkreis Falmouth. 1884 kehrte er nach Neuseeland zurück und wurde wiederum ins Parlament gewählt. In der Regierung von Robert Stout war er ein weiteres Mal Finanzminister. Im Land herrschte eine Rezession, und Vogel versuchte vergeblich, die Wirtschaft wieder in Schwung zu bringen. Sein Vermögen, das sich vor allem auf riskante Beteiligungen stützte, schmolz dahin.
1887 brachte Julius Vogel eine Gesetzesvorlage ein, nach der Frauen unter den gleichen Voraussetzungen sollten wählen können wie Männer. Die Vorlage wurde im Unterhaus mit 41 zu 22 Stimmen angenommen und dann in den Ausschuss verwiesen. Gegner drangen darauf, das Wahlrecht auf vermögende Frauen zu beschränken, einige Unterstützer der Gesetzesvorlage verließen die Versammlung, Gegner kamen in den Saal. Eine kurzfristig anberaumte Abstimmung über einen wesentlichen Passus der Gesetzesvorlage führte zu einer Niederlage, und Vogel war gezwungen, seinen Vorschlag zurückzuziehen.
Zu den Parlamentswahlen 1887 wurde die Regierung abgewählt und Vogel verlor sein Amt.

### England
1888 kehrte Vogel Neuseeland endgültig den Rücken. Er ließ sich im kleinen Dorf East Molesey in der Grafschaft Surrey nieder und schrieb Artikel für zahlreiche britische Zeitungen. Vogel litt immer stärker an der Gicht und war auf den Rollstuhl angewiesen. 1899 starb er im Alter von 64 Jahren.

## Literarisches Werk
Vogel ist bekannt dafür, der erste Neuseeländer zu sein, der einen Science-Fiction-Roman geschrieben hat. Das Buch Anno Domini 2000 – A Woman’s Destiny erschien 1889. Es beschreibt eine utopische Welt mit Errungenschaften wie Luftschiffen, einer Weltbank und Klimaanlagen, in der Frauen die volle Gleichberechtigung erlangt haben und häufig in hohen Positionen anzutreffen sind.
Seine damals sehr radikal wirkende Vision erwies sich als erstaunlich zutreffend. Neuseeland war der erste unabhängige Staat, in dem das Frauenwahlrecht eingeführt wurde. Zu Beginn des 21. Jahrhunderts waren die höchsten Staatsämter von Frauen besetzt (Staatsoberhaupt, Generalgouverneurin, Premierministerin, Parlamentspräsidentin, Vorsitzende des obersten Gerichtshofes), und eine Frau, Theresa Gattung, war CEO des größten Unternehmens, der Telecom New Zealand.
Nach Julius Vogel benannt ist der neuseeländische Science Fiction-Literaturpreis, der Sir Julius Vogel Award.

## Ausgaben
- Anno Domini 2000 – A Woman’s Destiny. Longman, Auckland 1889.
- Anno Domini 2000 – A Woman’s Destiny. Exisle, Auckland 2001, ISBN 0-908988-16-8.
- Anno Domini 2000 – A Woman’s Destiny. University of Hawaii Pres, Honolulu 2002, ISBN 0-8248-2501-2.